# Taal

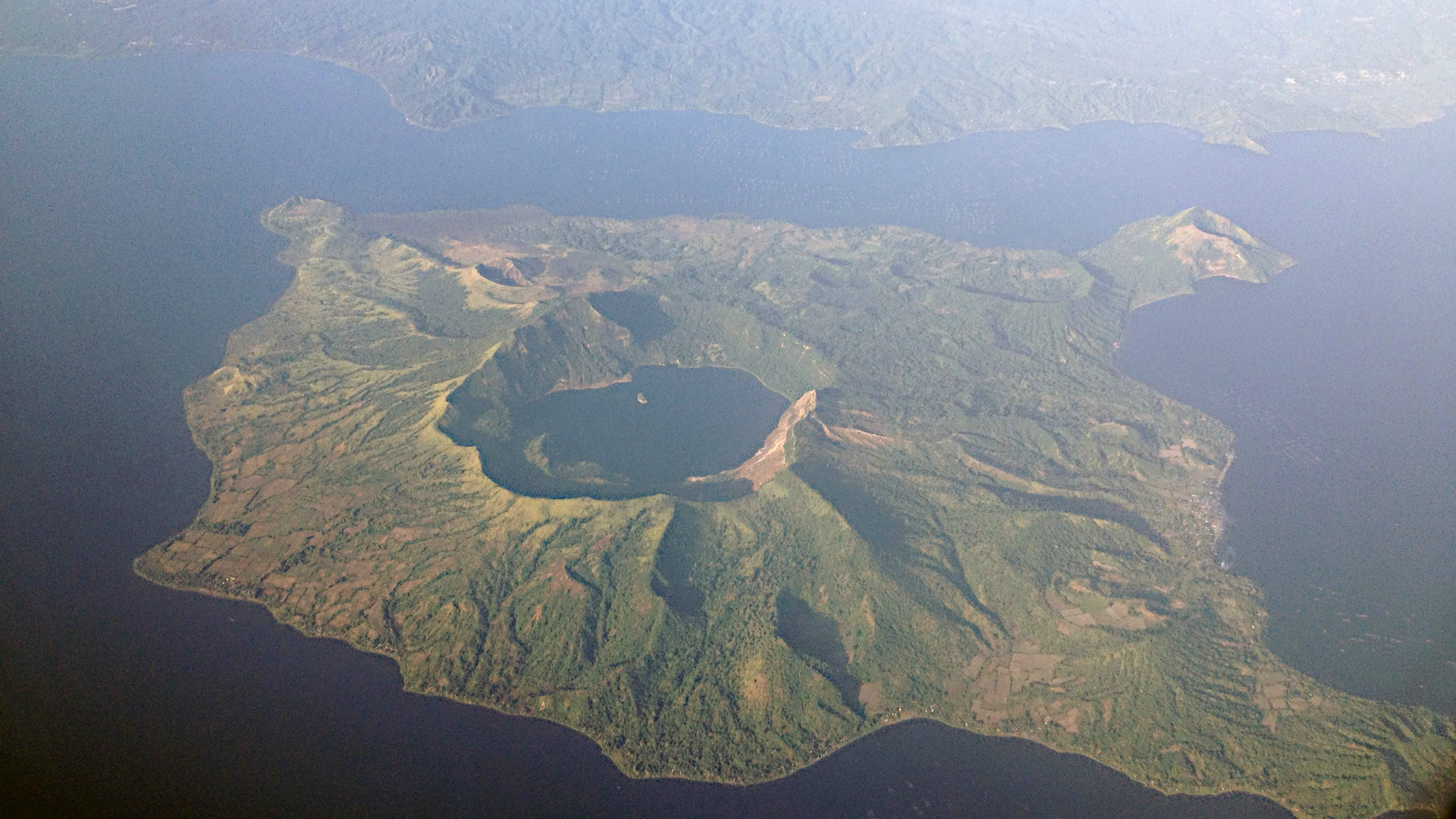
Vulcanul

Taal (Bulkang Taal) este un vulcan localizat pe insula Luzon din Filipine. Este al doilea cel mai activ vulcan din Filipine, cu 33 de erupții înregistrate. 